# Lukas Sandell
Lukas Peter Jonathan Sandell, född 3 februari 1997, är en svensk handbollsspelare som spelar för Rhein-Neckar Löwen och det svenska landslaget. Han är vänsterhänt och spelar som högernia.

## Klubblagskarriär
Lukas Sandells moderklubb var Eslövs HF, där han spelade till han var 16 år. 2018 lämnade han Ystad, efter fem år med begränsad speltid. Under åren 2018-2020 spelade han för norska Elverum. Under sin tid i Elverum gjorde han succé i EHF Champions League med klubben. Han fick förtroende och speltid, och efter två år flyttade han till danska toppklubben Aalborg Håndbold. I Aalborg blev Sandell en av de viktigaste spelarna, och första säsongen i klubben tog han silvermedalj i EHF Champions League och blev dansk mästare.
Sedan 2023 spelar han för ungerska topplaget Telekom Veszprém.

## Landslagskarriär
Sandell spelade i de svenska ungdomslandslagen. Han gjorde A-landslagsdebut i VM 2021 i match mot Nordmakedonien. I samma turnering som var hans mästerskapsdebut var han med och vann ett VM-silver, efter förlust i finalen till Danmark. Han deltog även i OS 2020 i Tokyo.

## Meriter
Med klubblag
- EHF Champions League:
  -  2021 med Aalborg Håndbold
- IHF Super Globe:
  -  2021 med Aalborg Håndbold
- Ungerska mästerskapet:
  -  2024 med Veszprém KC
- Ungerska cupen:
  -  2024 med Veszprém KC
- Danska mästerskapet:
  -  2021 med Aalborg Håndbold
  -  2022 och 2023 med Aalborg Håndbold
- Danska cupen:
  -  2021 med Aalborg Håndbold
  -  2020 med Aalborg Håndbold
- Danska Supercupen:
  -  2020, 2021 och 2022 med Aalborg Håndbold
- Norska Eliteserien:
  -  2019 och 2020 med Elverum Håndball
- Norska cupen
  -  2018 och 2019 med Elverum Håndball

Med landslag
- VM 2021 i Egypten
- EM 2022 i Ungern och Slovakien
- EM 2024 i Tyskland